# Dresslerella archilae
Dresslerella archilae es una especie de orquídea epifita, originaria de Guatemala.

## Descripción
Es una orquídea de pequeño tamaño, con creciente hábito de epífita y con esbeltos, ramicaules postrados envueltos por 3 fundas sueltas, tubulares y que llevan  una sola hoja, apical, horizontal, coriácea, pubescente, ovada, aguda, sésil en la base. Florece a finales del verano y principios del otoño en una inflorescencia ascendente, de 2 mm de largo sucesivamente sola con pocas flores tubulares y brácteas florales pubescentes.

## Distribución y hábitat
Se encuentra en Guatemala en elevaciones no especificadas,

## Taxonomía
Dresslerella archilae fue descrita por Luer & Béhar y publicado en Monographs in systematic botany from the Missouri Botanical Garden 57: 140, pl. 9. 1995.
Etimología
Dresslerella: nombre genérico que fue nombrado en honor del botánico americano Robert Louis Dressler.
archilae: epíteto